# Peter Mikkelsen
Pour les articles homonymes, voir Mikkelsen.
Peter Mikkelsen, né le 1er mai 1960 et mort le 30 janvier 2019,, est un arbitre de football international danois. Au cours de sa carrière, il a été retenu comme arbitre lors des Coupes du monde 1990 et 1994 ainsi qu'aux Championnat d'Europe 1992 et 1996. Depuis 2008, retraité du football, il travaille dans les ressources humaines de l'entreprise danoise F-Group.

## Matchs arbitrés dans les grandes compétitions
| Date | Compétition         | Tour               | Match                   | Score |
| 1990 | Coupe du monde 1990 | 1er tour           | Allemagne - Yougoslavie | 4 - 1 |
| 1990 | Coupe du monde 1990 | Huitième de finale | Angleterre - Belgique   | 1 - 0 |
| 1992 | Euro 1992           | 1er tour           | CEI - Pays-Bas          | 0 - 0 |
| 1994 | Coupe du monde 1994 | 1er tour           | Colombie - Suisse       | 2 - 0 |
| 1994 | Coupe du monde 1994 | 1er tour           | Corée du Sud - Espagne  | 2 - 2 |
| 1994 | Coupe du monde 1994 | Huitième de finale | Pays-Bas - Irlande      | 2 - 0 |
| 1996 | Euro 1996           | 1er tour           | Bulgarie - Roumanie     | 1 - 0 |

## Distinctions personnelles
- Élu meilleur arbitre du monde par l'IFFHS : 1991 et 1993.